# Bí mật của làng Achiara
Bí mật của làng Achiara (Hangul: 마을-아치아라의 비밀;  Romaja quốc ngữ: Maeul- Achiaraui Bimil) là một bộ phim truyền hình Hàn Quốc năm 2015 với sự tham gia diễn xuất của Moon Geun-young và Yook Sungjae. Phim chiếu trên SBS từ 7 tháng 10 đến 3 tháng 12 năm 2015 vào thứ tư và thứ năm lúc 21:55, gồm 16 tập.

## Kịch bản
Achiara là một ngôi làng nhỏ, thanh bình với tỉ lệ phạm tội rất thấp. Một ngày, So Yoon chuyển đến sống ở Achiara và làm giáo viên dạy tiếng Anh trong trường làng. Vào ngày đầu tiên đi làm, cô đã phát hiện ra một xác chết. So Yoon và cảnh sát Woo Jae cùng nhau tìm ra chân tướng sự việc. Nhưng càng tiến gần hơn tới sự thật thì họ càng phát hiện ra nhiều mặt xấu của ngôi làng ấy.

## Phân vai

### Diễn viên chính
- Moon Geun-young vai Han So-yoon

So-yoon quyết định trở về Hàn Quốc sau khi bà ngoại qua đời và nhận được một bức thư kì lạ từ làng Achiara. Khi đến nơi, So-yoon bắt đầu tìm kiếm người viết lá thư và nhận ra rằng có quá nhiều bí ẩn mà cô chưa biết về gia đình của mình.
- Yook Sungjae vai Park Woo-jae

Woo-jae là một cảnh sát nhiệt tình và là con trai của một tên tội phạm, làm việc ở đồn cảnh sát Achiara. Sau một thời gian thanh bình và có tỉ lệ tội phạm thấp, Achiara xuất hiện các vụ giết người nối tiếp nhau xảy ra. Woo-jae cảm thấy kì lạ và cố hết sức mình giải quyết các vụ án.

### Diễn viên phụ
- Shin Eun-kyung vai Yoon Ji-sook
- On Joo-wan vai Seo Ki-hyun
- Jang Hee-jin vai Kim Hye-jin
- Park Eun-seok vai Nam Gun-woo
- Lee Yeol-eum vai Shin Ga-young
- Kim Min-jae vai cảnh sát Han
- Jang So-yeon vai Kang Joo-hee
- Ahn Seo-hyun vai Seo Yoo-na
- Jung Sung-mo vai Seo Chang-kwon
- Woo Hyun-joo vai Kyung-soon
- Choi Won-hong vai Paul
- Choi Jae-woong vai Kang Pil-sung
- Ryu Tae-ho vai trưởng đồn cảnh sát
- Kim Yong-rim vai mẹ Seo Chang-kwon
- Jung Soo-young vai Cha Min-joo
- Kim Sun-hwa vai bà Hong
- Moon Ji-in vai Soon-young
- Jo Han-chul vai Choi Hyung-kil
- Jung Ae-ri vai bà ngoại Yoo-na

## Đánh giá
| Tập        | Ngày chiếu           | Thị phần khán giả bình quân | Thị phần khán giả bình quân | Thị phần khán giả bình quân | Thị phần khán giả bình quân |
| Tập        | Ngày chiếu           | Đánh giá TNmS               | Đánh giá TNmS               | AGB Nielsen                 | AGB Nielsen                 |
| Tập        | Ngày chiếu           | Toàn quốc                   | Vùng thủ đô Seoul           | Toàn quốc                   | Vùng thủ đô Seoul           |
| ---------- | -------------------- | --------------------------- | --------------------------- | --------------------------- | --------------------------- |
| 1          | 7 tháng 10 năm 2015  | 6.2%                        | 7.5%                        | 6.9%                        | 7.5%                        |
| 2          | 8 tháng 10 năm 2015  | 6.1%                        | 6.9%                        | 5.9%                        | 6.1%                        |
| 3          | 14 tháng 10 năm 2015 | 7.0%                        | 8.1%                        | 7.1%                        | 7.8%                        |
| 4          | 15 tháng 10 năm 2015 | 5.5%                        | 6.5%                        | 5.2%                        | 5.9%                        |
| 5          | 21 tháng 10 năm 2015 | 4.6%                        | –                           | 5.1%                        | 5.5%                        |
| 6          | 22 tháng 10 năm 2015 | 5.7%                        | 7.3%                        | 5.2%                        | 5.6%                        |
| 7          | 28 tháng 10 năm 2015 | 4.7%                        | 5.7%                        | 4.8%                        | 5.4%                        |
| 8          | 29 tháng 10 năm 2015 | 5.8%                        | –                           | 7.0%                        | 8.1%                        |
| 9          | 4 tháng 11 năm 2015  | 4.8%                        | 5.8%                        | 4.9%                        | 5.7%                        |
| 10         | 5 tháng 11 năm 2015  | 5.1%                        | 6.0%                        | 5.4%                        | 5.9%                        |
| 11         | 12 tháng 11 năm 2015 | 7.4%                        | 8.2%                        | 6.3%                        | 6.7%                        |
| 12         | 18 tháng 11 năm 2015 | 4.5%                        | –                           | 5.7%                        | 6.3%                        |
| 13         | 19 tháng 11 năm 2015 | 4.4%                        | 5.4%                        | 5.9%                        | 6.3%                        |
| 14         | 25 tháng 11 năm 2015 | 4.6%                        | 6.0%                        | 5.5%                        | 5.8%                        |
| 15         | 2 tháng 12 năm 2015  | 4.3%                        | 4.9%                        | 6.8%                        | –                           |
| 16         | 3 tháng 12 năm 2015  | 6.1%                        | –                           | 7.6%                        | 9.0%                        |
| Trung bình | Trung bình           | 5.5%                        | 6.5%                        | 5.9%                        | 6.3%                        |

- Xanh - Đánh giá thấp nhất
- Đỏ - Đánh giá cao nhất

## Giải thưởng và đề cử
| Năm  | Giải thưởng                     | Hạng mục                                              | Đề cử           | Kết quả   |
| ---- | ------------------------------- | ----------------------------------------------------- | --------------- | --------- |
| 2015 | Giải thưởng điện ảnh SBS lần 23 | Giải thưởng nữ diễn viên xuất sắc nhất Miniseries     | Moon Geun-young | Đoạt giải |
| 2015 | Giải thưởng điện ảnh SBS lần 23 | Giải thưởng nữ diễn viên xuất sắc nhất Miniseries     | Shin Eun-kyung  | Đề cử     |
| 2015 | Giải thưởng điện ảnh SBS lần 23 | Giải thưởng Đặc biệt nữ diễn viên xuất sắc Miniseries | Jang So-yeon    | Đề cử     |
| 2015 | Giải thưởng điện ảnh SBS lần 23 | Giải thưởng ngôi sao mới                              | Yook Sung-jae   | Đoạt giải |
| 2015 | Giải thưởng điện ảnh SBS lần 23 | Giải thưởng ngôi sao mới                              | Lee Yeol-eum    | Đoạt giải |
| 2015 | Giải thưởng điện ảnh SBS lần 23 | Top 10 ngôi sao                                       | Moon Geun-young | Đoạt giải |

## Phát sóng quốc tế
- Malaysia – ONE TV ASIA[11]
- Singapore – ONE TV ASIA[11]
- Indonesia – ONE TV ASIA[11]